# Gornja Žrvnica
 Gornja Žrvnica  falu  Horvátországban Károlyváros megyében. Közigazgatásilag Cetingradhoz tartozik.

## Fekvése
Károlyvárostól 36 km-re délkeletre, községközpontjától 5 km-re északnyugatra, a Kordun területén fekszik.

## Története
A településnek 1890-ben 326, 1910-ben 341 lakosa volt. Trianonig Modrus-Fiume vármegye Szluini járásához tartozott.
2011-ben 2  lakosa volt.

## Lakosság
| Lakosság változása | Lakosság változása | Lakosság változása | Lakosság változása | Lakosság változása | Lakosság változása | Lakosság változása | Lakosság változása | Lakosság változása | Lakosság változása | Lakosság változása | Lakosság változása | Lakosság változása | Lakosság változása | Lakosság változása | Lakosság változása |
| ------------------ | ------------------ | ------------------ | ------------------ | ------------------ | ------------------ | ------------------ | ------------------ | ------------------ | ------------------ | ------------------ | ------------------ | ------------------ | ------------------ | ------------------ | ------------------ |
| 1857               | 1869               | 1880               | 1890               | 1900               | 1910               | 1921               | 1931               | 1948               | 1953               | 1961               | 1971               | 1981               | 1991               | 2001               | 2011               |
| 0                  | 0                  | 0                  | 326                | 328                | 341                | 318                | 369                | 203                | 174                | 166                | 119                | 0                  | 0                  | 2                  | 2                  |